# Austro-Daimler Panzerwagen
Austro-Daimler (также Austro-Daimler Panzerwagen и Austro-Daimler PzWg) — пулемётный бронеавтомобиль вооружённых сил Австро-Венгрии. Один из первых бронеавтомобилей мира. Разработан в 1904—1905 годах инженерами фирмы Austro-Daimler во главе с Паулем Даймлером. Опытный экземпляр построен в 1905 году. Бронеавтомобиль имел ряд весьма передовых для своего времени инженерно-технических решений, однако в ходе манёвров Австро-Венгерской армии произвёл плохое впечатление на военных и императора и не был принят на вооружение.

## История создания
Малоизвестный факт — Австро-Венгрия была одной из первых стран, где начались разработки в области бронированных машин и были получены реальные результаты. Ещё в 1904 году главный инженер фирмы Osterreichisches Daimler Motoren AG (Austro-Daimler) в Винер-Нойштадте Пауль Даймлер (сын знаменитого Готлиба Даймлера) в инициативном порядке приступил к разработке бронированной боевой машины. Впоследствии он привлёк к проектированию и ряд других инженеров завода. Работы продолжались до 1905 года и вылились в создание весьма передовой для своего времени машины. Среди отличительных особенностей броневика числились полный привод, полностью закрытый бронекузов обтекаемых форм, расположение пулемёта в сферической башне кругового вращения.
Воодушевлённые успехами инженеры-новаторы предложили машину Австро-Венгерской армии, и военные, хотя и отнеслись к ней с подозрением, дали «добро» на постройку опытного образца, который и был собран к концу 1905 года. При этом военные всё же не исключили возможности заказа небольшой партии из 6 бронеавтомобилей, в зависимости от итогов будущих испытаний.
Весной 1906 года состоялась демонстрация нового оружия в ходе манёвров Австро-Венгерской армии. Однако дебют нового оружия провалился, причём по неожиданной и объективно довольно глупой причине — броневик рёвом своего двигателя распугал лошадей нескольких видных государственных и армейских чинов, присутствовавших при его показе. Дошло даже до того, что престарелый Император Австро-Венгрии Франц Иосиф I категорически заявил в своём окружении, что подобным машинам и сейчас и впредь на войне не место. Слова монарха были восприняты как приказ к сворачиванию дальнейших разработок.
Пауль Даймлер предпринял было попытку спасти своё детище, доработав его путём установки двух пулемётов вместо одного в башне, однако не добился никакого результата (неизвестно, был ли при этом переделан уже существовавший прототип или был построен ещё один бронеавтомобиль). Генеральный штаб Австро-Венгерской армии уже пришёл к уверенности в том, что бронированные машины армии не нужны, поэтому вопрос о серийной постройке Austro-Daimler PzWg больше не поднимался.

## Описание конструкции

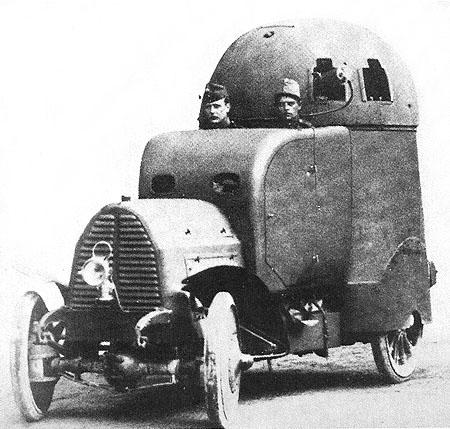
Бронеавтомобиль Austro-Daimler в варианте с усиленным вооружением. 1906 год.

Корпус бронеавтомобиля собирался из катаных бронелистов толщиной от 3 до 3,5 мм, обеспечивавших защиту от винтовочного и пулеметного огня на дистанциях до 100 метров. Бронелисты при помощи заклёпок монтировались на уголковом каркасе. Интересно, что корпус собирался из нескольких довольно крупных секций. Часть бронелистов имела достаточно сложные изогнутые формы, что способствовало повышению защищённости машины и при этом придавало ей весьма «стильный» внешний вид.
В передней части корпуса находился моторный отсек, в лобовом листе которого были устроены жалюзи для доступа охлаждающего воздуха к радиатору. Позади моторного отсека, в отделении управления, располагались командир машины и водитель, использовавшие для наблюдения смотровые лючки в лобовом бронелисте. В целях улучшения обзора местности на марше, Даймлер устроил в крыше кабины прямоугольный люк и оборудовал сидения водителя и командира машины специальными механическими устройствами, при необходимости поднимавшими на 12 дюймов (30,5 см) вверх.
В кормовой части находилось боевое отделение с «ультрасовременной» по тем временам сферической пулемётной башней кругового вращения, собранной из гнутых бронелистов толщиной 4 мм. Вооружением являлся один 7,7-мм пулемет «Максим», устанавливался в башенной амбразуре и обслуживался одним стрелком. В позднем варианте бронеавтомобиля вооружение было усилено за счёт установки второго пулемёта «Максим», а сама башня была смонтирована открытой в кормовой части.
Силовой установкой служил карбюраторный 4-цилиндровый рядный двигатель Daimler жидкостного охлаждения рабочим объёмом 4410 см³, развивавший мощность 30-35 л.с. при 1050 об./мин. Этого хватало, чтобы разогнать машину массой 3240 кг до 24—25 км/ч. Существенным преимуществом машины являлось использование полноприводного (4 × 4) шасси, что позволяло, по мысли Пауля Даймлера, использовать бронемашину не только на грунтовых дорогах, но и на мягких грунтах. Подвеска ходовой части — зависимая, на листовых рессорах. На обоих мостах использовались односкатные спицованные колёса, причём колёса переднего моста имели бронеколпаки и прикрывались сверху бронекрыльями; колёса заднего моста, хотя и не имели колпаков, были до половины прикрыты бортовой бронёй машины.

## Оценка машины
Несомненно, для своего времени Austro-Daimler Panzerwagen являлся весьма современной и даже передовой машиной. Такие решения, как полностью закрытый бронекорпус и размещение вооружения в башне кругового вращения стали впоследствии классическими. Что же касается таких новшеств, как сферическая форма башни или полноприводное шасси, то даже в 1930-х годах немногие мировые бронеавтомобили могли похвастаться ими. Немалым «плюсом» являлась возможность усиления вооружения. Недостатками машины можно считать недостаточную толщину брони, которая обеспечивала надёжную защиту экипажа и механизмов лишь со 100 шагов, и отсутствие других наблюдательных приборов, кроме двух лючков в лобовом листе корпуса, что не обеспечивало необходимого обзора.
В случае принятия на вооружение, эта машина могла бы качественно усилить вооружённые силы Австро-Венгрии, однако из-за консерватизма генералитета этого не случилось. Подобная недальновидность впоследствии дорого обошлась Австро-Венгрии, поскольку в Первую мировой войну эта страна вступила, не имея ни одной бронемашины и, что ещё хуже, в условиях отсутствия у генералов понимания роли бронетехники в грядущей войне. Это привело к тому, что за всю войну Австро-Венгрия так и не смогла начать массовый выпуск собственных автомобилей.
Интересно, что параллельно с разработками Пауля Даймлера офицером Русской Императорской армии Михаилом Накашидзе был разработан проект бронеавтомобиля «Накашидзе-Шаррон», также весьма передовой для своего времени. Построенный во Франции и доставленный в Россию в 1905 году, броневик прошёл испытания, произведя в целом благоприятное впечатление на военных, которые в итоге заказали небольшую партию таких машин. Был ли Пауль Даймлер в курсе этих событий — неизвестно.

## Машина в массовой культуре
Как ни странно, бронеавтомобиль Austro-Daimler (вернее, бронемашина, весьма точно «списанная» с него) появляется в итальянском фильме 1971 года «С динамитом в кулаке» (режиссёр Серджо Леоне). По сюжету, бронемашиной командует немецкий полковник Гюнтер Реза.
Сборные пластиковые модели бронеавтомобиля не выпускаются.
Бронеавтомобиль присутствует в качестве юнита в игре «Первая мировая», военной стратегии в реальном времени, созданной на базе движка известной игры «Блицкриг». При этом броневик, носящий имя Daimler, является основным бронеавтомобилем германских войск, часто встречается в ходе игры и почему-то несёт довольно мощное пушечное вооружение, что никак не соответствует историческим реалиям.